# یاشیئو، سایتاما
یاشیئو در استان سایتاما در کشور ژاپن واقع شده‌است  که دارای جمعیت ۷۸٬۶۰۱ نفر و مساحت ۱۸٫۰۳ کیلومتر مربع با تراکم جمعیت ۴٬۳۵۹  نفر در کیلومترمربع است و در تاریخ ۱۵ ژانویه ۱۹۷۲ به عنوان شهر شناخته شد.